# Jinzhou, Dalian
Jinzhou är ett stadsdistrikt i Dalian i Liaoning-provinsen i nordöstra Kina.